# 神奈川県立中里学園
神奈川県立中里学園（かながわけんりつ なかざとがくえん）は、かつて神奈川県横浜市青葉区みたけ台にあった県立児童養護施設。
跡地には、横浜市立の「横浜中里学園」が2017年（平成29年）4月より開設されている。

## 概要
中里学園は、第二次世界大戦により発生した戦災孤児を収容・保護するために1946年（昭和21年）9月に設置され、男女5名の入園によりその歴史が始まった。開設に際しては、それまでいわゆる「大陸の花嫁」（満蒙開拓団や満蒙開拓青少年義勇軍の男性へ嫁いだ女性）の養成施設であった建物を神奈川県が買収・充当し、所在地の都筑郡中里村（当時）にちなみ「中里学園」と命名された。1948年（昭和23年）4月に、児童福祉法施行により児童養護施設となり、1999年（平成11年）4月からは旧・川崎乳児院を統合して業務に当たっていた。
地域内での交流を重視し、近隣住民のボランティア活動も活発であったが、2010年（平成22年）4月から開始された県の児童自立支援拠点整備事業の結果、児童心理治療施設・乳児院・障害児支援施設が一体となった神奈川県立子ども自立生活支援センター「きらり」（平塚市）へ業務を引き継ぐ形で、2017年3月31日に廃止された。
中里学園の廃止年度までの卒園者は、児童養護施設としては1,485人になる。

## 廃止後
横浜市北部の養護施設は、県立中里学園の廃止により川和児童ホーム（都筑区）の1箇所のみになることから、横浜市は、2017年4月に旧・県立中里学園の敷地のうち職員宿舎があった方を中心に、市立の「横浜中里学園」を設置した。敷地面積は、2670.90平方メートル、児童の生活棟2棟、地域交流スペースにもなる本部棟1棟の3棟からなり、職員30人、児童45名を定員とする。運営は、児童自立支援施設「横浜家庭学園」を運営する社会福祉法人「幼年保護会」が公募により委託を受けた。
県立中里学園の跡地に、2020年4月、神奈川県立あおば支援学校が開校した。肢体不自由教育と知的障害教育の2部門があり、小学部、中学部、高等部の生徒が通う特別支援学校。「思いを紡ぐ 優しいあおば」を基本理念として掲げている。

## 所在地
- 神奈川県立中里学園 - 神奈川県横浜市青葉区みたけ台26-18
- 横浜中里学園 - 神奈川県横浜市青葉区みたけ台26-53

## アクセス
- 東急田園都市線 藤が丘駅又は青葉台駅下車、循環バス（東急コーチ）「祥泉院」下車 徒歩5分
- 小田急小田原線 柿生駅下車、市が尾駅行バス「中里学園入口」下車 徒歩8分
- 国道246号市ヶ尾交差点より5分

## 近在の施設
- 横浜市立みたけ台中学校
- こどもの杜児童野外活動センター
- みたけ台公園